# Hugues III de Bourgogne (archevêque de Besançon)
Pour les articles homonymes, voir Hugues de Bourgogne.
Hugues III de Bourgogne est un archevêque de Besançon de la fin du XIe siècle, fils du comte Guillaume Ier de Bourgogne et frère du pape Calixte II.

## Biographie

### Origines
Né dans le comté de Bourgogne (Franche-Comté), Hugues est le fils du comte de Bourgogne Guillaume Ier dit le Grand, et d'Étiennette de Bourgogne[réf. à confirmer]. Il a notamment pour frère Renaud, qui succède à leur père à la tête du comté de Bourgogne, Étienne, qui succède à son frère, Raymond, comte de Galice, Octavien, saint catholique, et Guy. Plusieurs de ses sœurs ont épousé des comtes.

### Épiscopat
Il devient archevêque de Besançon en 1086[réf. à confirmer] et son frère Guy, devient administrateur de son diocèse. En 1086-1090, Hugues III de Bourgogne  donne l'église de Saint-Aniane, à l'abbaye Saint-Marcel-lès-Chalon.
Il meurt vers le 1103, probablement le 13 septembre.
À 69 ans, le 1er février 1119, son frère Guy est élu Pape à l'abbaye de Cluny du duché de Bourgogne.